# 48482 Oruki
48482 Oruki è un asteroide della fascia principale. Scoperto nel 1992, presenta un'orbita caratterizzata da un semiasse maggiore pari a 3,1636878 UA e da un'eccentricità di 0,1124360, inclinata di 6,11923° rispetto all'eclittica.